# 信濃町 (新宿区)
信濃町（しなのまち）は、東京都新宿区の町名。「丁目」の設定のない単独町名である。住居表示未実施地域。

## 地理
町域にはJR総武線（各駅停車）の信濃町駅があり、外苑東通りを境界として西側は慶應義塾大学病院や慶應義塾大学信濃町キャンパス（医学部キャンパス）など慶應義塾大学の医療施設があり、東側は創価学会本部や関連施設が所在することで知られる。
新宿区の南部に位置する。町域北部は、須賀町と一部左門町に接し、東部から南東部にかけては、南元町に接する。東部の一部は、若葉三丁目に接している。南部は、JR中央線の線路などを境に、霞ヶ丘町に繋がり、西部は大京町に繋がる。
町域中央を外苑東通りが縦貫している。幹線道路沿いは、各種ビルが立ち並ぶが、道路から離れると、北部は住宅地になっている。
- 宗教事情や政界事情を語る際、創価学会のことを本部がある所在地である「信濃町」という隠語で表現することがある（政界に関しては公明党を指す[注釈 1]。政界隠語として各党の本部を所在地で表すことはよくある[注釈 2]）。
- 「信濃町商店振興会」加盟店のステッカーは創価学会のシンボルである三色旗と同じく赤、黄、青の三色である。また、町内ではこの三色をワンポイントとして用いた商店等の看板が随所に見られる。

## 歴史

### 地名の由来
地名の由来は、当地に江戸時代の幕臣・永井尚政（信濃守）の屋敷があったことによる。

### 沿革
- 1873年（明治06年） - 外苑東通りを境に四谷東信濃町と千駄ヶ谷西信濃町ができる。
- 1879年（明治12年） - 千駄ヶ谷西信濃町は千駄ヶ谷村に編入され、同村の字となる。
- 1889年（明治22年） - 旧千駄ヶ谷西信濃町が四谷区に再編入される。
- 1891年（明治24年） - 四谷区千駄ヶ谷村字西信濃町と字火薬庫前をもって四谷西信濃町ができる。
- 1911年（明治44年） - 「四谷」の冠称廃止。
- 1920年（大正09年） - 慶應義塾大学病院開院。初代病院長は北里柴三郎。
- 1943年（昭和18年） - 東信濃町と西信濃町が合併し、信濃町となる。
- 1953年（昭和28年）11月13日 - 元駐日イタリア大使館駐在武官邸を購入し、創価学会本部が信濃町に移転。
- 2013年（平成25年）11月 - 創価学会の新しい本部施設として建設された「総本部」の中心施設が完成し、「広宣流布大誓堂（こうせんるふ・だいせいどう）」と命名される。なお、「総本部」の名称は、信濃町全域にある創価学会の施設の総称として位置づけられた。

## 町名の変遷
| 1872年（明治5年）7月 | 1879年（明治12年）4月             | 1891年（明治24年）3月         | 1911年（明治44年）5月 | 1943年（昭和18年）4月 |
| -------------------- | --------------------------------- | ----------------------------- | --------------------- | --------------------- |
| 四谷東信濃町         | →                                 | →                             | 東信濃町              | 信濃町                |
| 千駄ヶ谷西信濃町     | （南豊島郡千駄ヶ谷村） 字西信濃町 | （四谷区に編入） 四谷西信濃町 | 西信濃町              | 信濃町                |
| 千駄ヶ谷一丁目       | （南豊島郡千駄ヶ谷村） 字火薬庫前 | （四谷区に編入） 四谷西信濃町 | 西信濃町              | 信濃町                |

行政区分の変遷
- 1868年（明治元年） - ：　東京府
- 1878年（明治11年） - ：　東京府四谷区
- 1889年（明治22年） - ：　東京府東京市四谷区
- 1943年（昭和18年） - ：　東京都四谷区
- 1947年（昭和22年） - ：　東京都新宿区

## 世帯数と人口
2025年（令和7年）3月1日現在（新宿区発表）の世帯数と人口は以下の通りである。
- 世帯数 : 528世帯
- 人口 : 852人

### 人口の変遷
国勢調査による人口の推移。
| 年                 | 人口  |
| ------------------ | ----- |
| 1995年（平成7年）  | 1,298 |
| 2000年（平成12年） | 1,084 |
| 2005年（平成17年） | 1,101 |
| 2010年（平成22年） | 943   |
| 2015年（平成27年） | 849   |
| 2020年（令和2年）  | 945   |

### 世帯数の変遷
国勢調査による世帯数の推移。
| 年                 | 世帯数 |
| ------------------ | ------ |
| 1995年（平成7年）  | 517    |
| 2000年（平成12年） | 481    |
| 2005年（平成17年） | 505    |
| 2010年（平成22年） | 494    |
| 2015年（平成27年） | 477    |
| 2020年（令和2年）  | 615    |

## 学区
区立小・中学校に通う場合、学区は以下の通りとなる（2018年8月時点）。
- 区域 : 全域
  - 小学校 : 新宿区立四谷第六小学校
  - 中学校 : 新宿区立四谷中学校

## 事業所
2021年（令和3年）現在の経済センサス調査による事業所数と従業員数は以下の通りである。
- 事業所数 : 199事業所
- 従業員数 : 9,721人

### 事業者数の変遷
経済センサスによる事業所数の推移。
| 年                 | 事業者数 |
| ------------------ | -------- |
| 2016年（平成28年） | 210      |
| 2021年（令和3年）  | 199      |

### 従業員数の変遷
経済センサスによる従業員数の推移。
| 年                 | 従業員数 |
| ------------------ | -------- |
| 2016年（平成28年） | 8,395    |
| 2021年（令和3年）  | 9,721    |

## 施設
旧・西信濃町地区
- 慶應義塾大学信濃町キャンパス
  - 慶應義塾大学病院
  - 慶應稲荷大明神（慶應義塾大学医学部・東校舎の東側に鎮座）
- 民主音楽協会
- 創価学会世界聖教会館（東京電力病院跡地に建設・聖教新聞社新本社屋）
- 創価学会戸田記念国際会館（創価学会インタナショナル（SGI）本部）
- 信濃町煉瓦館
- 文学座

旧・東信濃町地区
- 創価学会本部（ほか関連諸施設も所在）
- 真生会館
- 上智大学アルペ国際学生寮
- 日本基督教団信濃町教会
- 四谷郵便局

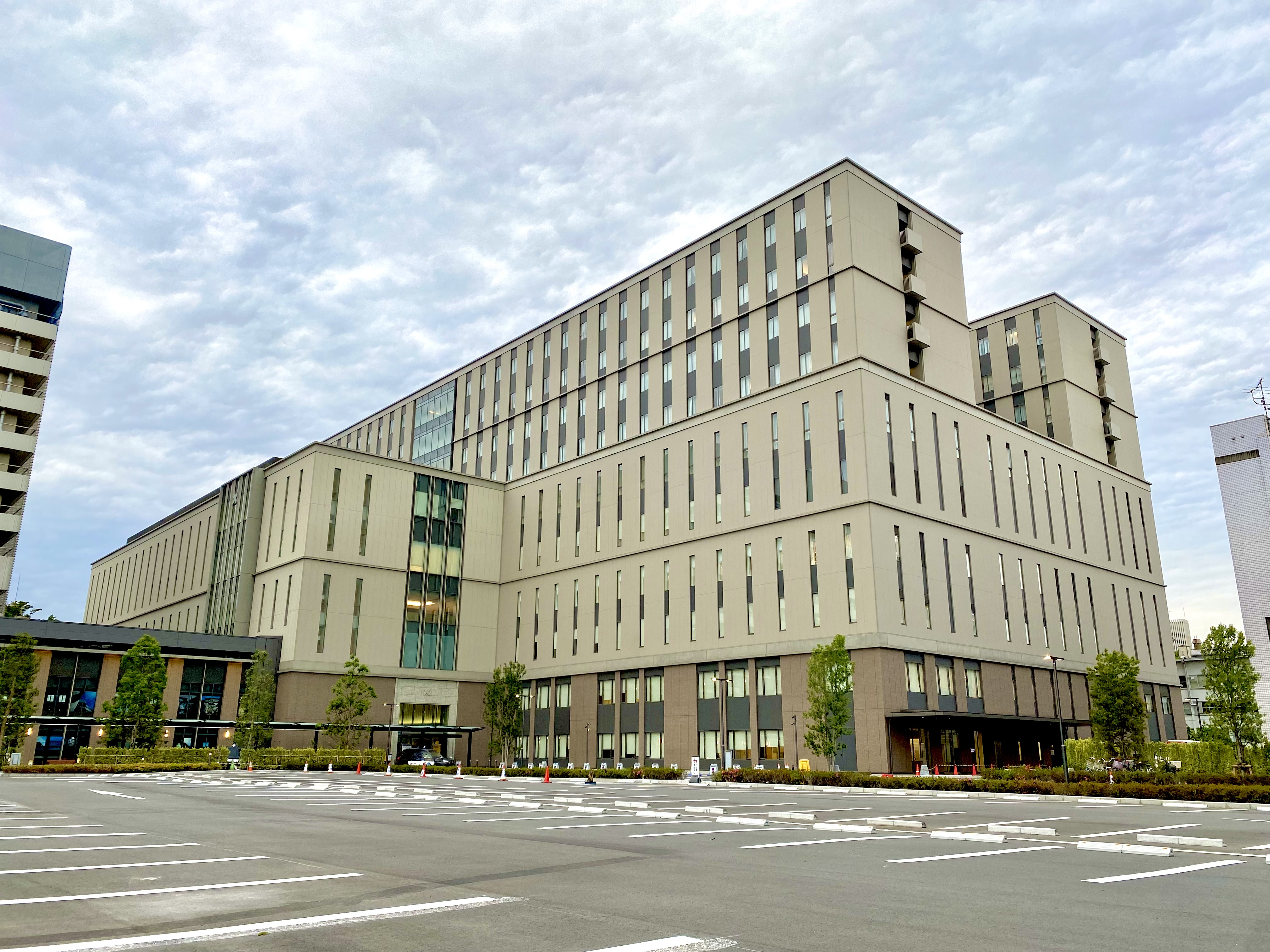
慶應義塾大学病院（2022年5月7日撮影）
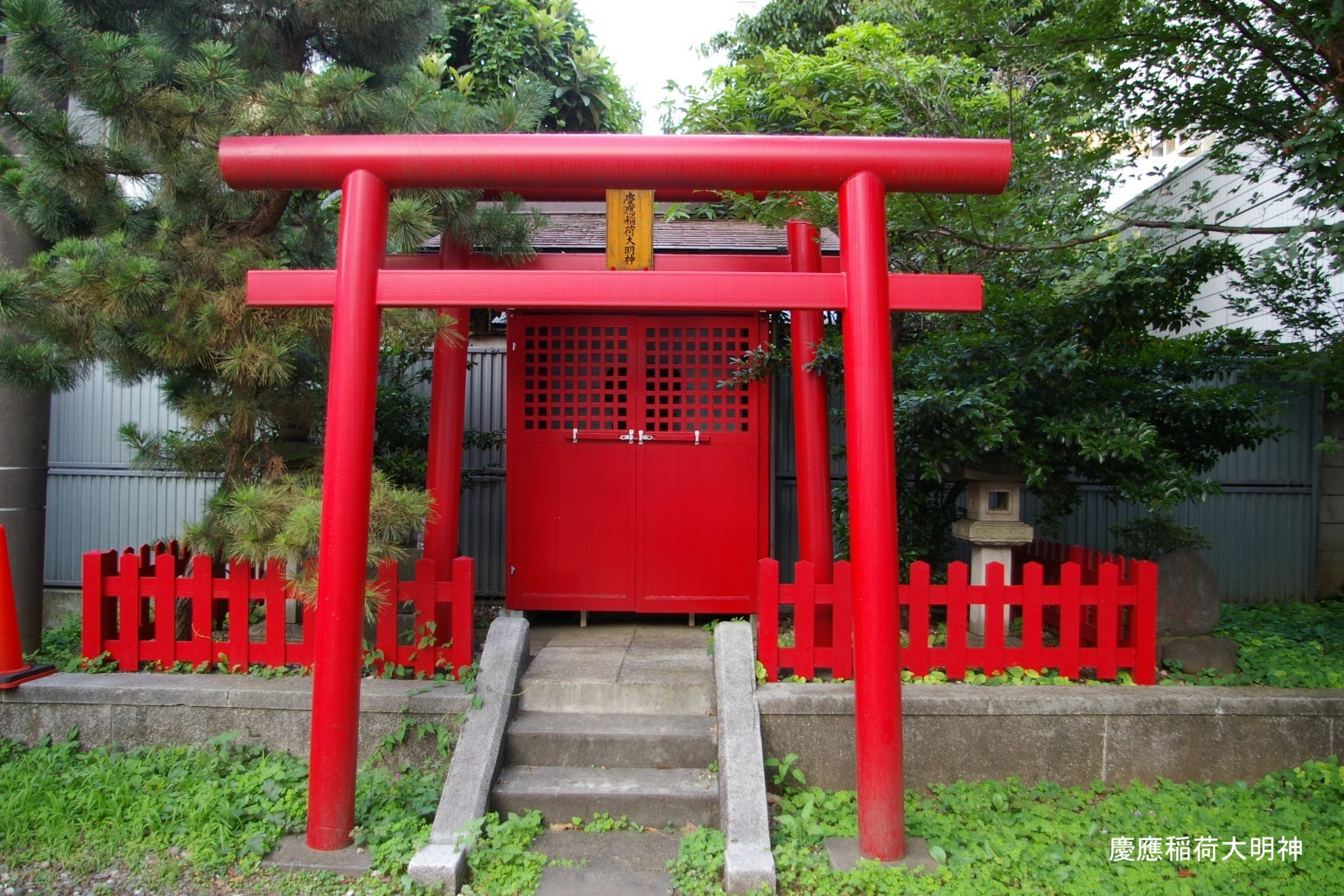
慶應稲荷大明神
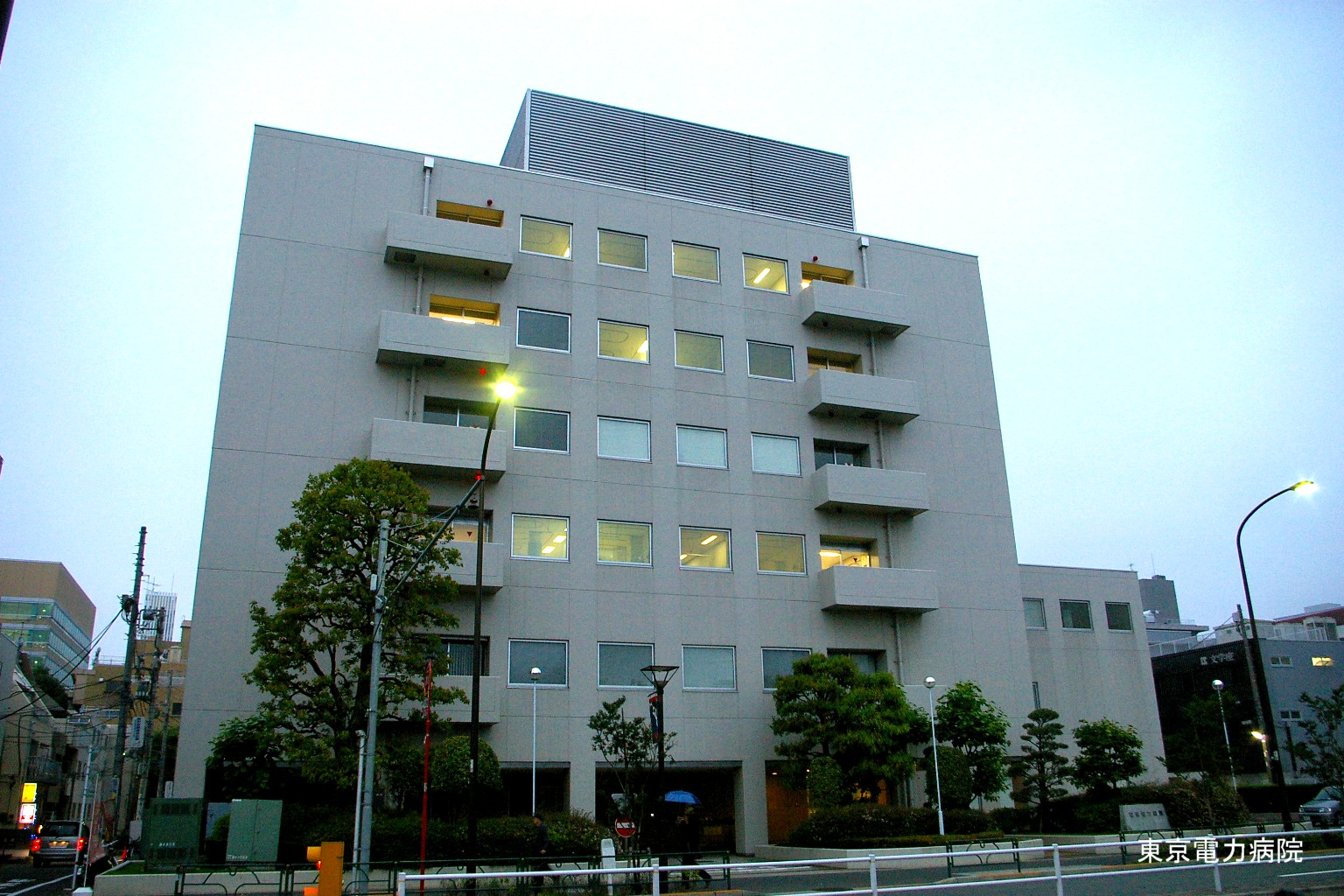
東京電力病院（2009年5月撮影）
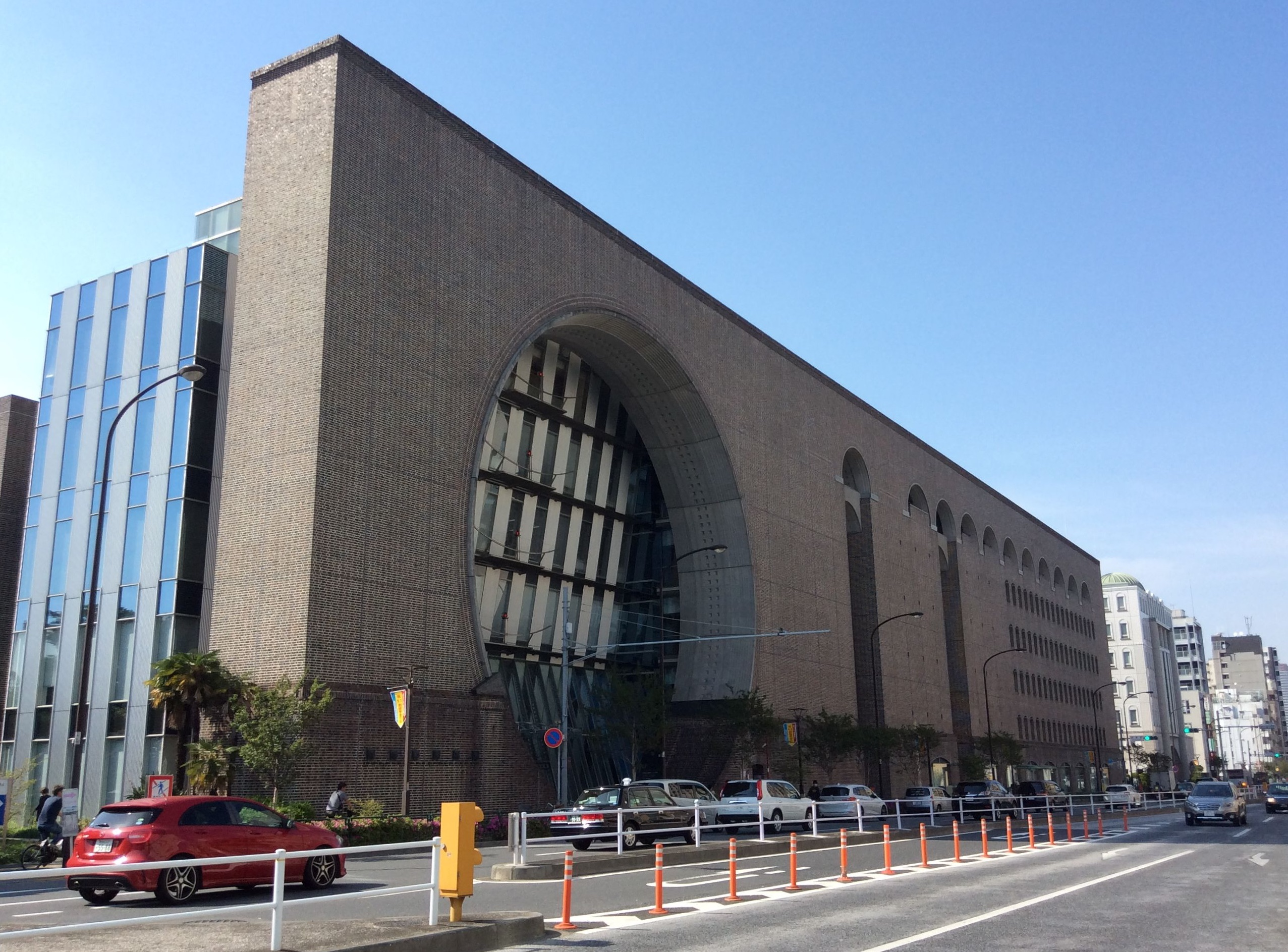
信濃町煉瓦館（2018年4月22日撮影）
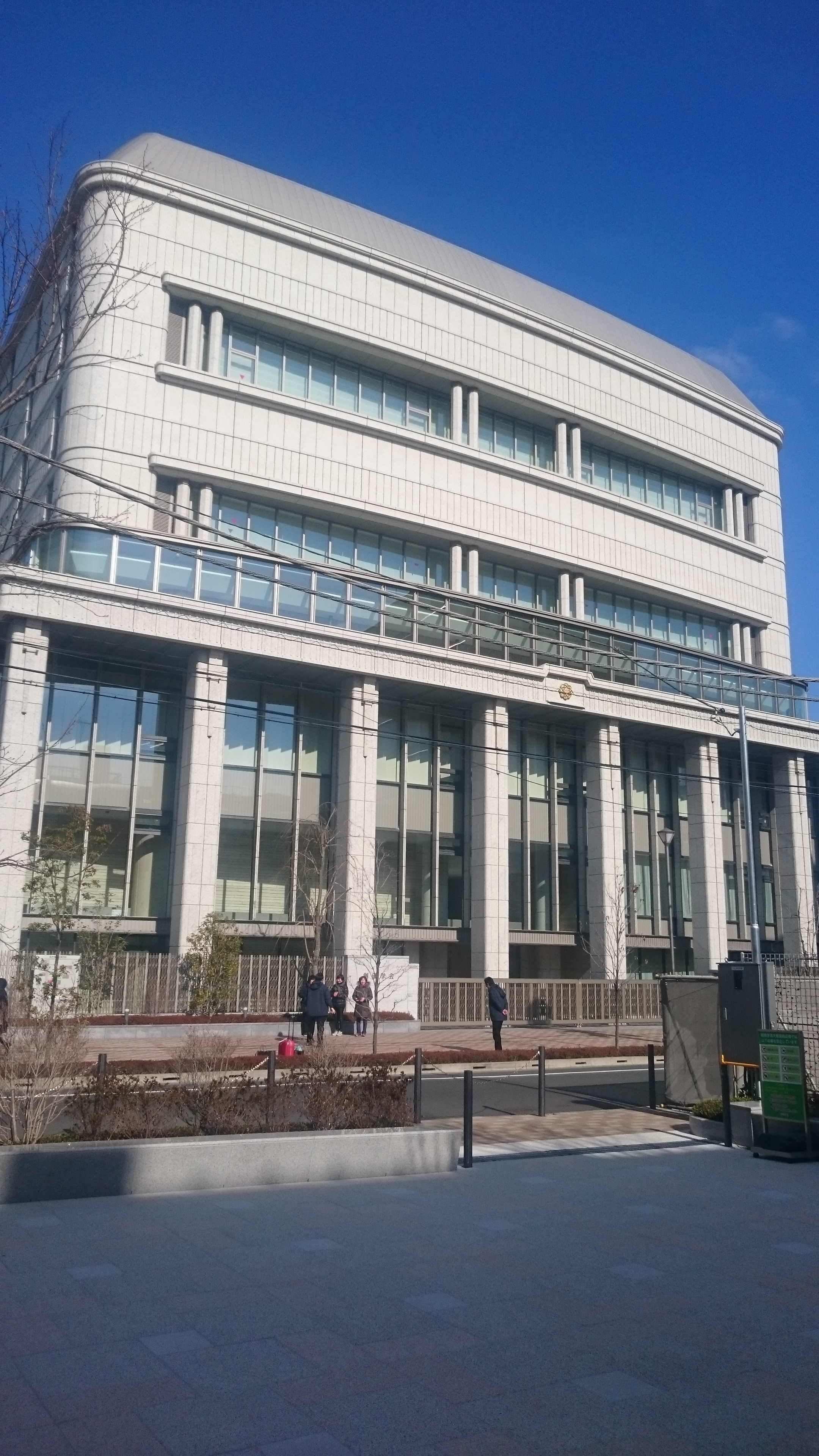
創価学会・広宣流布大誓堂（2017年1月18日撮影）
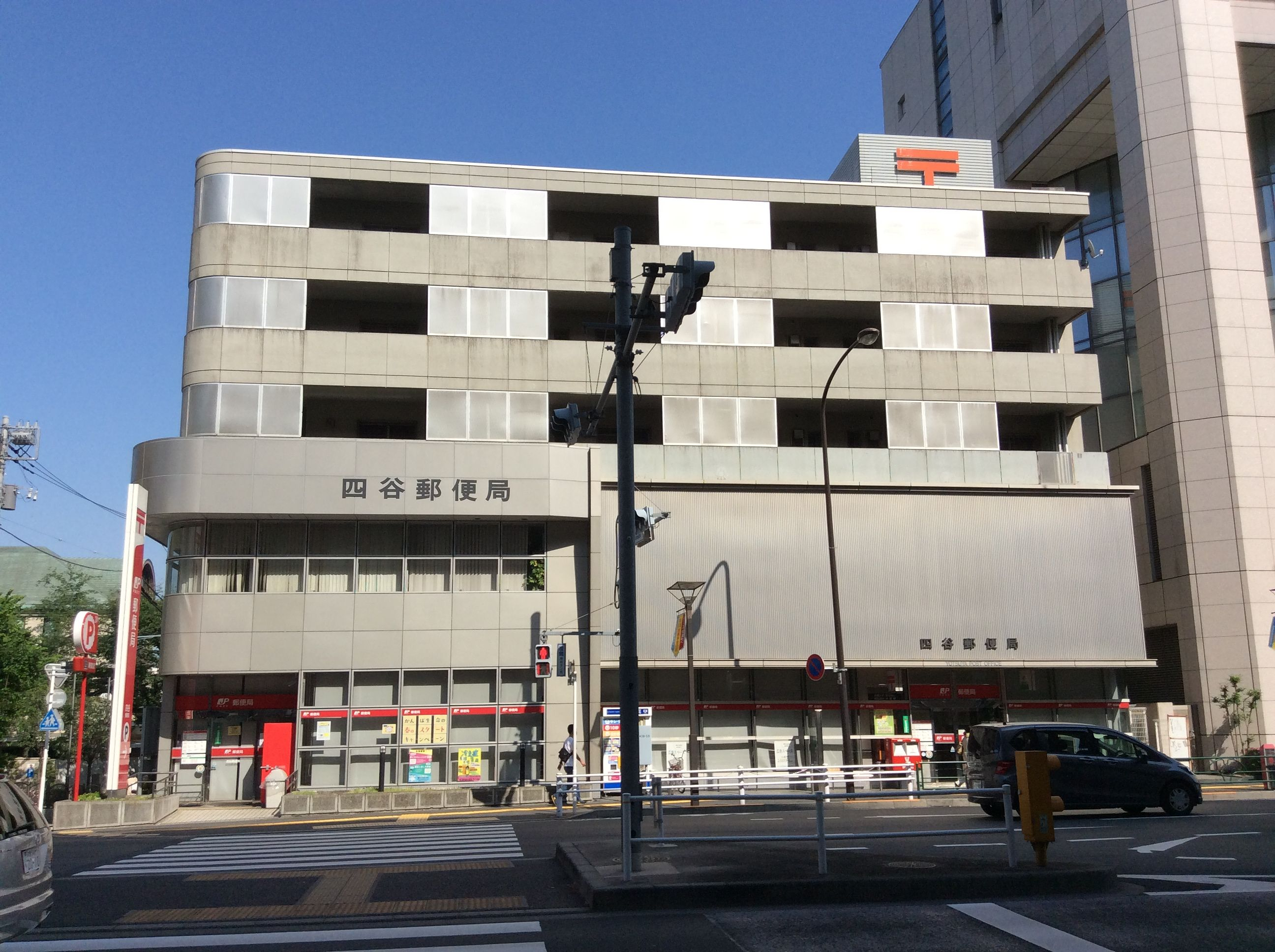
四谷郵便局（2018年4月22日撮影）
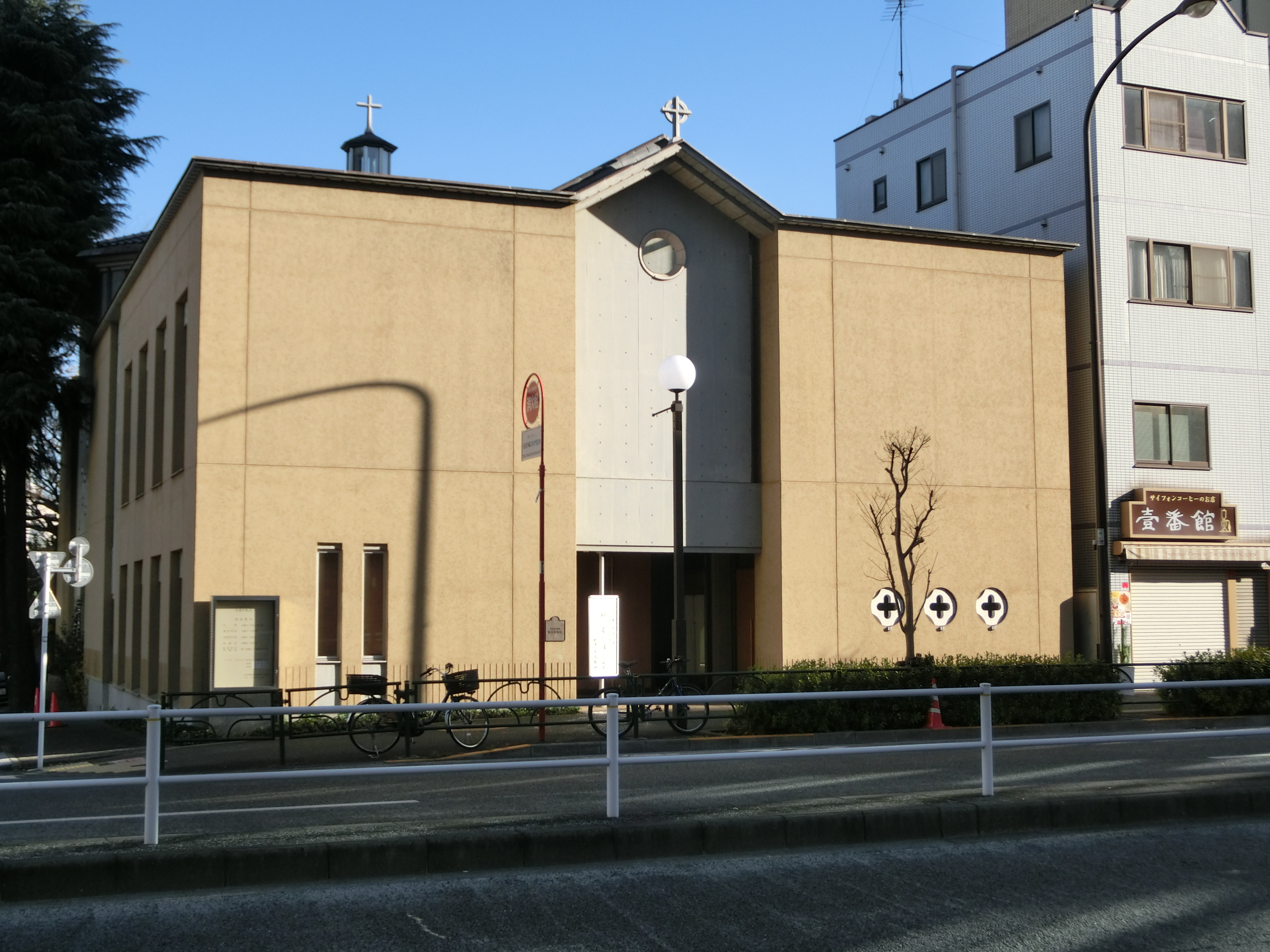
日本基督教団信濃町教会（2020年12月20日撮影）
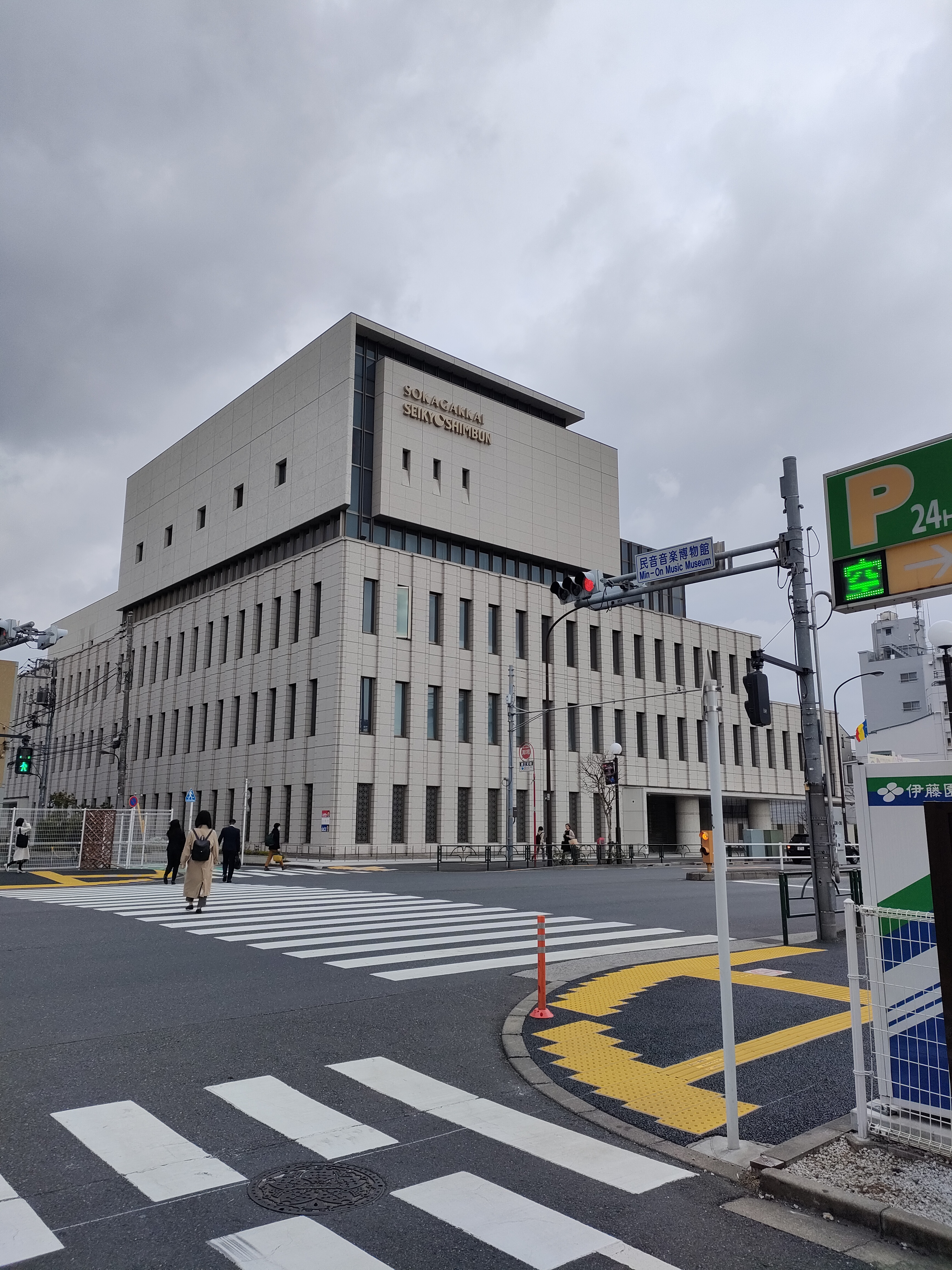
創価学会・世界聖教会館（2023年3月13日撮影）

## その他

### 日本郵便
- 郵便番号 : 160-0016[3]（集配局 : 新宿郵便局[15]）。